# John Tilley (diplomata)
Sir John Anthony Cecil Tilley GCMG GCVO CB PC (janeiro de 1869 – 5 de abril de 1952) foi um diplomata britânico. Foi Embaixador Britânico no Brasil de 1921 a 1925, e Embaixador no Japão de 1926 a 1931.

## Vida inicial
Nascido em 21 ou 31 de janeiro de 1869, Tilley foi o nono filho e quarto filho varão de Sir John Tilley, Secretário do Correios Gerais, de seu terceiro casamento, com Susannah Anderson Montgomerie. Ela era neta de Alexander Montgomerie; filha de William Eglinton Montgomerie de Annick Lodge e Greenville, Ayrshire de seu casamento com Susanna Fraser Anderson e sobrinha-neta de Hugh Montgomerie, 12º Conde de Eglinton. Tilley era meio-irmão de Arthur Augustus Tilley e afilhado de Anthony Trollope.
Antes de receber uma bolsa de estudos para Eton, Tilley frequentou uma escola preparatória em Thorpe Mandeville, Northamptonshire, e em 8 de outubro de 1887 ingressou no King's College, Cambridge, onde se formou BA em 1890, obtendo o MA em 1894. Entre 1887 e 1889 foi editor da Cambridge Review, uma revista universitária. Em seguida, preparou-se para o exame de admissão do Ministério das Relações Exteriores. Para melhorar seu francês "moderadamente bom", passou três meses em uma aldeia perto de Tours, França. Em seguida, mudou-se para morar com uma família em Dresden, Alemanha, para aprender alemão, onde também aprendeu um pouco de espanhol. De Dresden, retornou à Inglaterra e frequentou Scoones, onde estudou intensivamente para o exame de admissão do Ministério das Relações Exteriores
Em 7 de setembro de 1901, Tilley casou-se com Edith Honoria Montgomery-Cuninghame (1870–1949), filha mais velha de Sir William Montgomery-Cuninghame, 9º Baronete, de seu casamento com Elizabeth Hartopp, filha de Edward Bourchier Hartopp.

## Carreira

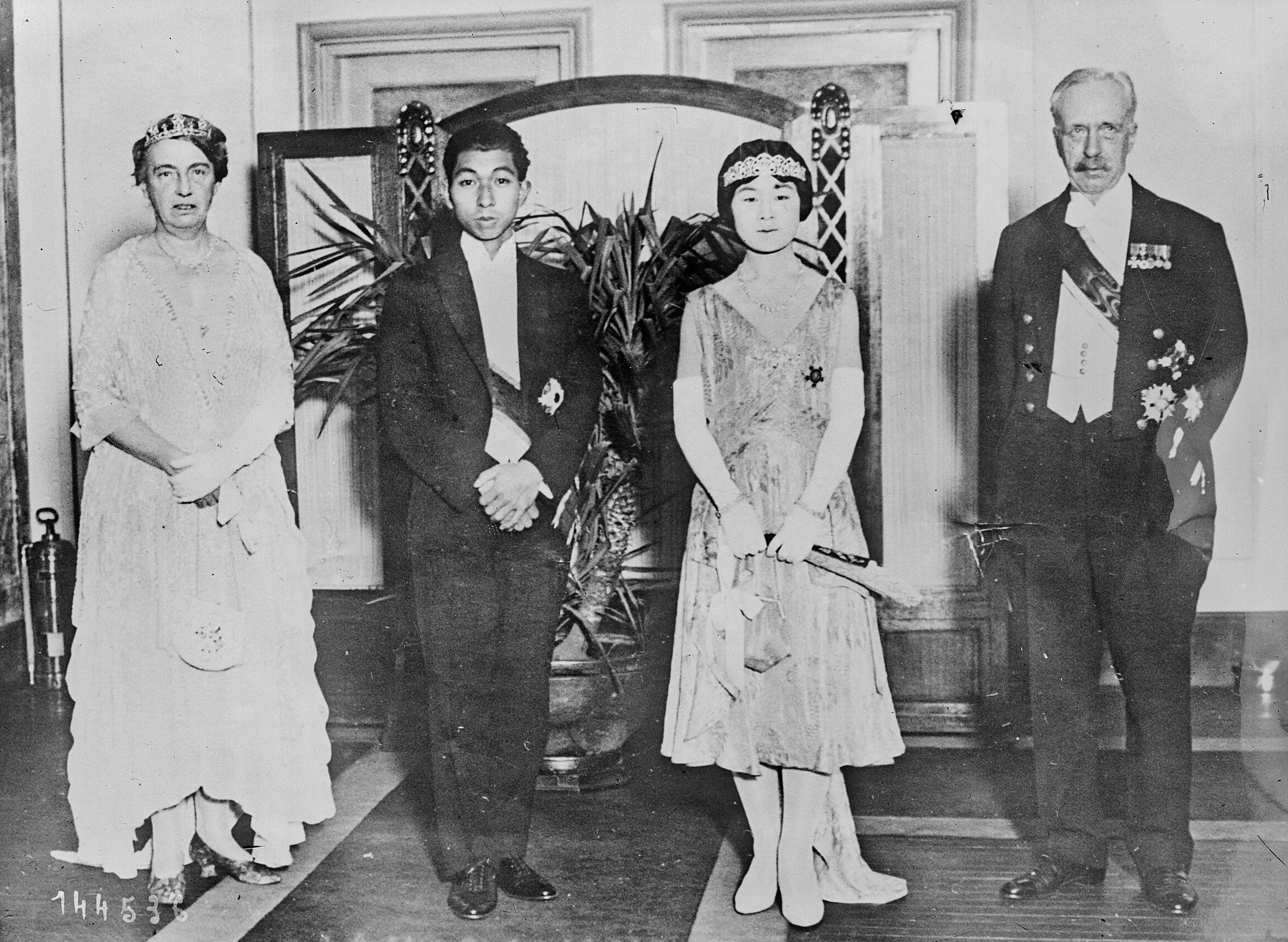
Embaixador Tilley a participar na celebração do casamento do Príncipe Takamatsu. Em 24 de fevereiro de 1930.

Em 1893, Tilley fez o exame do Ministério das Relações Exteriores e foi nomeado para a única vaga disponível, onde foi designado como júnior do Departamento Oriental "…lidando com os assuntos do Oriente Próximo e Médio, incluindo Rússia, Império Turco e Egito." Um ano depois, foi transferido para o Departamento do Extremo Oriente. Em 1899 foi nomeado Segundo Secretário em Paris e, tendo feito muito do trabalho preparatório de tradução para a disputa fronteiriça entre a Grã-Bretanha e a Venezuela, também Secretário do Agente Britânico para a Arbitragem Fronteiriça (Crise da Venezuela de 1895) entre a Guiana Britânica e a Venezuela, também baseado em Paris. No final de 1898, Tilley retornou ao Ministério das Relações Exteriores para trabalhar no Departamento Consular.
Em 1902, tornou-se Secretário do Comitê do Serviço Consular, e em 1903 Secretário do Comitê de Defesa Imperial. Esta foi uma nomeação temporária e terminou em junho de 1904 quando George Clarke, 1º Barão Sydenham de Combe foi nomeado permanentemente para o cargo. 
Em 3 de agosto de 1906 foi nomeado Primeiro Secretário Interino no Serviço Diplomático de Sua Majestade. Em 1906, tendo obtido uma troca com um membro do Serviço Diplomático, Tilley foi designado como Primeiro Secretário na Embaixada Britânica em Constantinopla, onde permaneceu até 1908. Aqui serviu sob Nicholas Roderick O'Conor, por quem Tilley sentia grande afeição e admiração.
Após promoção no início de 1909, foi nomeado Chefe do Departamento Africano. No final de 1909, tornou-se Plenipotenciário Britânico na Conferência de Armas de Bruxelas e no início de 1910 Delegado à Conferência sobre fronteiras entre Uganda, África Oriental Alemã e Congo, realizada em Bruxelas. O Ministro representante nesta conferência foi Arthur Henry Hardinge. Em 1912 foi Delegado à Conferência Africana sobre Bebidas Alcoólicas, que também foi realizada em Bruxelas. Em outubro de 1913 foi promovido a Secretário-Chefe no Ministério das Relações Exteriores. Também foi nomeado representante do Ministério das Relações Exteriores no Conselho Diretor da Escola de Estudos Orientais.
1916 viu a formação de um comitê para considerar a reforma do Serviço Diplomático. Como Secretário-Chefe, Tilley foi nomeado para este comitê, que resultou na fusão dos Serviços Diplomático e do Ministério das Relações Exteriores e, pela primeira vez, subsídios foram pagos a homens servindo no exterior. Entre 1919 e 1920 permaneceu no Ministério das Relações Exteriores como Secretário Assistente. Sir John compareceu ao Palácio de Buckingham em 21 de dezembro de 1920, onde foi empossado no Conselho Privado do Reino Unido de Sua Majestade. Entre 1921 e 1925 foi chefe de missão como embaixador britânico no Brasil.
Após uma longa licença, seu último posto, de 1926 a 1931, foi como Embaixador no Japão. Nomeado Embaixador Especial no funeral do Imperador do Japão (Imperador Taisho) quando recebeu o Grande Cordão do Sol Nascente e posteriormente, na entronização do novo Imperador Hirohito, foi nomeado Embaixador Especial e as Folhas de Paulownia foram adicionadas ao Grande Cordão do Sol Nascente.
O último dever cerimonial de Tilley antes de deixar o Japão foi colocar a pedra fundamental da Christ Church, Yokohama, construída para substituir a igreja original destruída em um terremoto. Tilley e sua família deixaram o Japão em 18 de outubro de 1930, fazendo uma longa jornada através de vários países para casa, aposentando-se.
Na aposentadoria, viveu em Felsham House, Bury St Edmunds, Suffolk, e foi nomeado Juiz de Paz para o condado.

## Obras selecionadas
- The Foreign Office (1933), 3 edições
- London to Tokyo (1942), 7 edições, a última em 1973

## Honrarias
- 1916: Companheiro da Ordem do Banho (CB)[10][12]
- 1919: Cavaleiro Comandante da Ordem de São Miguel e São Jorge (KCMG)[10][12]
- 1920: Conselheiro Privado (PC)[10][12]
- 1927: Cavaleiro Grande Cruz da Ordem de São Miguel e São Jorge (GCMG)[10][12]
- 1927 Ordem do Sol Nascente, Grande Cordão[12][14]
- 1928 Ordem do Sol Nascente, Grande Cordão com Folhas de Paulownia[16]
- 1929 Cavaleiro Grande Cruz da Ordem Vitoriana Real (GCVO)[10][12][17]